# Ishmael Koroma
Ishmael Jaw Jaw Koroma (Freetown, 6 giugno 1996) è un calciatore sierraleonese, difensore dell'Eskilstuna City.

## Carriera

### Club
Koroma ha iniziato la carriera in patria, vestendo le maglie di Johansen ed Old Edwardians. Il 3 luglio 2014 è stato ingaggiato dagli svedesi del Nyköpings BIS, compagine militante in Division 1: il trasferimento sarebbe stato valido dal mese di agosto, alla riapertura del calciomercato locale. Ha esordito in squadra il 2 agosto 2014, schierato titolare nella vittoria per 0-3 sul Dalhem, in una sfida valida per la Svenska Cupen. Il 20 ottobre 2014 ha rinnovato il contratto che lo legava al club, fino al 31 dicembre 2016. Il 24 ottobre 2016 ha ulteriormente prolungato l'accordo con il club, per un'altra stagione. Il 16 luglio 2017, il Nyköpings BIS ha reso noto che il contratto di Koroma non sarebbe stato rinnovato. Il giocatore ha terminato la stagione in prestito all'Eskilstuna City.
Il 13 dicembre 2017, l'Åtvidaberg ha ufficializzato l'ingaggio di Koroma, a partire dal 1º gennaio 2018. Il 7 aprile 2018 ha disputato la prima partita in Division 1 con questa casacca, schierato titolare nel pareggio casalingo per 1-1 contro il Ljungskile. Il 25 marzo 2019 ha rinnovato l'accordo con il club fino al 31 dicembre dello stesso anno.
In vista della stagione 2020, il sierraleonese è stato ingaggiato dal Vasalund. Ha debuttato con questa maglia il 17 giugno, subentrando a Marko Nikolić nel successo per 0-1 maturato sul campo dell'IFK Luleå. Nel 2021, Koroma è tornato all'Eskilstuna City.
A luglio 2021 è stato reso noto il suo passaggio ai norvegesi dell'Elverum.

### Nazionale
Koroma ha esordito per la Sierra Leone il 2 dicembre 2012, nel pareggio per 0-0 contro la Guinea.